# 威廉·谢尔维
威廉·谢尔维（法語：William Chervy，1937年6月3日—2021年2月12日），法国政治人物，曾任法国参议院议员、圣沃里市长。